# Kaxträsket
Kaxträsket är en sjö i Skellefteå kommun i Västerbotten och ingår i Byskeälvens huvudavrinningsområde. Sjön har en area på 0,148 kvadratkilometer och ligger 265 meter över havet.

## Delavrinningsområde
Kaxträsket ingår i det delavrinningsområde (725213-170531) som SMHI kallar för Mynnar i Byskeälven. Medelhöjden är 256 meter över havet och ytan är 14,11 kvadratkilometer. Räknas de 23 avrinningsområdena uppströms in blir den ackumulerade arean 325,6 kvadratkilometer. Långträskån som avvattnar avrinningsområdet har biflödesordning 2, vilket innebär att vattnet flödar genom totalt 2 vattendrag innan det når havet efter 79 kilometer. Avrinningsområdet består mestadels av skog (62 procent) och sankmarker (34 procent). Avrinningsområdet har 0,15 kvadratkilometer vattenytor vilket ger det en sjöprocent på 1 procent.